# Bruselizace

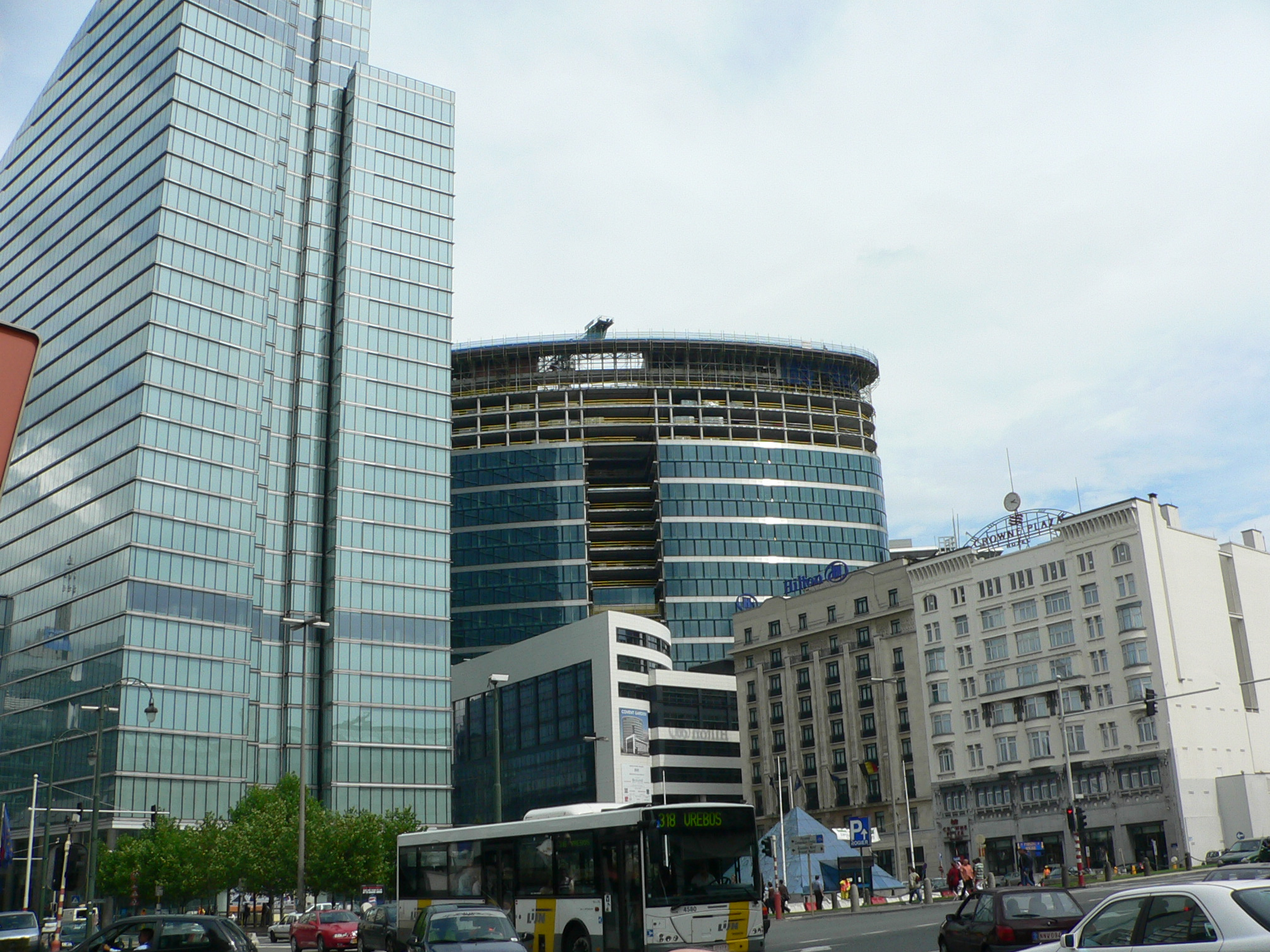
Pohled na náměstí Rogier; kontrast staré a nové zástavby.

Bruselizace (anglicky Brusselization, francouzsky bruxellisation, nizozemsky verbrusseling) je pejorativní označení pro urbanistickou praxi, typickou pro hlavní město Belgie, Brusel. Spočívá v překotném rozvoji města, bez ohledu na historickou tradici určitých částí města; výšku zástavby a její využití.
Již v 50. letech 20. století se objevilo několik impulzů, které vedly k dynamickým změnám ve vývoji města. Prvním z nich byla výstavba severo-jižního železničního spojení (které bylo realizováno prostřednictvím tunelu, procházejícího středem historického jádra města). Dalším pak výstava Expo 58, která si vyžádala nezbytné investice do dopravní infrastruktury. Řada historických objektů byla tehdy stržena, a to bez ohledu na jejich architektonickou, nebo historickou hodnotu. Město bylo protkáno rozsáhlými a širokými bulváry, doplněnými o tunely a mimoúrovňové křižovatky. V severní části města (mezi Severním nádražím a náměstím Rogier) byla vybourána rozsáhlá část města (která v současné době slouží jako obchodní čtvrť).
Během 60. let byly do Bruselu umístěny evropské instituce, a po vystoupení Francie ze Severoatlantické aliance také sídlo NATO. V roce 1959 bylo dokončeno sídlo Evropské komise ve východní části města, která je dnes označovaná také jako Evropská čtvrť.
Potřeba stále většího množství hotelů, nádraží, bulvárů, dopravních křižovatek aj. znamenala také nezbytnost zbourat řadu významných objektů, mezi které patřil např. secesní Lidový dům Victora Horty Maison du Peuple, který musel ustoupit sídlu společnosti IBM. Tato a další jiné demolice v centru města vedly k řadě protestů veřejnosti. Kromě již zmíněného Lidového domu byla totiž zbořena téměř polovina staveb Victora Horty. Východněji od centra města byla pro potřeby evropských institucí postupně transformována celá Leopoldova čtvrť, kde se dříve nacházely především historicky hodnotné a honosné vily. Z nich se dochoval již jen zlomek, který v současné době slouží především jako velvyslanectví různých zemí.
Historické centrum města, které je vymezené okružním bulvárem v současné době proto doplňují mnohé moderní stavby; Financial Tower u stanice metra Botanique, administrativní výškové budovy na náměstí De Brouckère, nebo v Evropské čtvrti. Přestože v 90. letech belgická metropole přijala zákonné regulace na ochranu historických památek, jednotlivé obce Bruselského regionu nadále mohou vydávat povolení k demolici historicky chráněných budov.